# Ana Ribeiro
Ana María del Carmen Ribeiro Gutiérrez (Montevideo, 22 de octubre de 1955) es una historiadora, funcionaria, escritora,  subsecretaria de Estado y profesora uruguaya. Sus obras están basadas en ensayos y novelas que relatan sucesos históricos del país. En la actualidad se desempeña como subsecretaria de Educación y Cultura

## Biografía
Ana Ribeiro nació en Montevideo, el 22 de octubre de 1955. En 1981 obtiene el título de Licenciada en Ciencias Históricas, con especialización en Historia Universal, en la Facultad de Humanidades y Ciencias de la Educación de la Universidad de la República. En el 2008, obtiene su Diploma de Estudios Avanzados (DEA) en el Doctorado de "Fundamentos de la Investigación Histórica" de la Universidad de Salamanca, en España. Su tesis, sobre la resistencia realista con eje Asunción - Montevideo durante las guerras de la independencia, fue publicada en 2013 con el título: "Los Muy Fieles. Leales a la corona en el proceso revolucionario rioplatense. Montevideo-Asunción 1810-1820" y obtuvo el Premio Extraordinario de doctorado de la Universidad de Salamanca, mejor tesis del año.
Ribeiro ha ejercido desde 1988 la docencia, sobre todo en la Universidad Católica del Uruguay, donde imparte clases hasta el día de hoy. En la misma ha dictado los cursos de "Corrientes Historiográficas", el "Taller de Historiografía Nacional" (de donde además fue Directora), “Historiografía siglo XX”, “Teoría de la Historia y Corrientes Historiográficas I y II” pertenecientes al Postgrado de Historia, “Modernidad-Posmodernidad”, “Principales corrientes de pensamiento en occidente”, “Teorías de la Comunicación IV” y de “Teoría Social III”, curso del cual se encuentra a cargo desde el 2007.
También ha ejercido la docencia en el Instituto de Profesores Artigas desde 1992 a 2004, impartiendo las clases de “Historia de la Historiografía” y “Teoría y  Metodología de la Historia”. Durante 1999 y 2000 impartió el curso de “Historiografía Nacional”, perteneciente al Postgrado de Investigación Histórica del Claeh.
En 1999 participa como jurado en el programa de televisión "Martini y Antel preguntan" de Teledoce. Entre el 2000 y el 2001 hace lo mismo en el magazine vespertino Caleidoscopio, de Canal 10, con su sección dedicada a la Historia.
En el 2004, participa como panelista en el periodístico de Teledoce, Agenda Confidencial, conducido por Néber Araújo.
Además, desde 1979 a 2008 ejerció como profesora en varios centros de educación secundaria y de la Universidad del Trabajo del Uruguay.
Especializada en la historia del prócer José G. Artigas, publicó con la Editorial El País "Los Tiempos de Artigas" en seis volúmenes (1999). Posteriormente realizó una exhaustiva investigación en archivos paraguayos sobre la vida de este en Paraguay (desde 1820 hasta su muerte en 1850). Esto la llevó a profundizar la relación de Artigas con el Supremo Dictador José Gaspar Rodríguez de Francia que le diera asilo político, y a este mismo, material que fue reflejado en su obra "El Caudillo y el Dictador" (Planeta, 2004) y originó una estrecha relación con el país mediterráneo. El primero de los dos volúmenes de "Los muy fieles" es dedicado a los españolistas de Asunción, y el segundo a los de Montevideo, dado su gran conocimiento del siglo XIX de ambos países.

## Ámbito político
En las Elecciones internas de Uruguay de 2009, apoyó al precandidato del Partido Nacional, Jorge Larrañaga.
En las elecciones parlamentarias de 2014, ocupó el sexto lugar en la lista de candidatos al Senado.
De cara a las elecciones parlamentarias de octubre de 2019, fue la tercera candidata titular en la lista al Senado de Larrañaga. En diciembre del mismo año, aceptó secundar a Pablo da Silveira en el Ministerio de Educación y Cultura.

## Premios y honores
- 1990, Primer Premio de la Academia Nacional de Letras en el Concurso sobre "Corrientes   de la Historiografía uruguaya contemporánea (1940-1990)".
- 1992, Primer Premio de la Academia Nacional de Letras en el Concurso sobre "Corrientes de la historiografía uruguaya (1880-1940)".
- 1996, Primer Premio de la Academia Nacional de Letras en el concurso sobre "Historiadores y cronistas de Montevideo".
- 1998, Primer Premio del concurso de ensayos organizado por el diario "El País" sobre los "Cien años de la Revolución de 1897".
- 2000, Premio “Mujer del Año” en el rubro Literario.
- 2001, premio Bartolomé Hidalgo, Categoría Revelación, otorgado por la Cámara Uruguaya del Libro.
- 2003, Premio “Mujer del Año” en el rubro Literario.
- 2004, premio Bartolomé Hidalgo, otorgado por la Cámara del Libro del Uruguay,  en el rubro no ficción por “El Caudillo y el Dictador”.
- 2004, 2º Premio del Ministerio de Educación y Cultura como ensayo histórico, para “El Caudillo y el Dictador”.
- 2004, Premio Julio Sosa, otorgado por la municipalidad de la ciudad de Canelones.
- 2004, Premio Dragón de San Fernando, otorgado por la municipalidad de la ciudad de Maldonado.
- 2005, Premio Morosoli de plata (entregado a la trayectoria) en “Investigación histórica”, entregado por la Fundación Lolita Rubial “por su aporte a la cultura, el arte y la ciencia”.[8]
- 2014, Premio Bartolomé Hidalgo, otorgado por la Cámara del Libro del Uruguay,  en el rubro ensayo histórico por  "Los Muy Fieles. Leales a la corona en el proceso revolucionario rioplatense. Montevideo-Asunción 1810-1820".[9]
- 2014, Premio extraordinario de doctorado de la Universidad de Salamanca España, por su tesis sobre la resistencia realista en Asunción y Montevideo durante las guerras de la independencia.